# Josef Krzyminski
Josef Krzyminski (polnisch: Józef Krzymiński) (* 1. März 1858 in Kaleje; † 20. Oktober 1940 in Szczeglino) war Mediziner und Mitglied des Deutschen Reichstags.

## Leben
Krzyminski besuchte die Gymnasien in Schrimm und Polnisch Lissa und studierte Medizin an den Universitäten in Greifswald und ab 1882 in Berlin. Ab 1885 bis zum Ende seines Lebens praktizierte er als Arzt in Inowrazlaw. ab 1889 engagierte er sich im Sportverein Sokol, für den er auch Gymnastikregeln aus medizinischer Sicht formulierte. Von 1891 bis 1905 war er einer der wenigen polnischen Mitglieder des Stadtrats von Inowrazlaw. Hier protestierte er gegen die Umbenennung der Stadt in Hohensalza.
Von 1894 bis 1907 war er Mitglied des Deutschen Reichstags für den Wahlkreis Bromberg 4 (Inowrazlaw, Mogilno, Strelno) und die Polnische Fraktion.
Am 10. November 1918 wurde er Mitglied der örtlichen Arbeiter- und Soldatenräte und am 24. November Vorsitzender des Distrikt-Volksrats. 1919 wurde er der erste polnische Regierungspräsident von Inowrocław. Zwischen 1920 und 1928 war er Aufsichtsratsvorsitzender einer Sparkasse. Ab 1927 war er Vorsitzender eines Ärzteverbands.
Im September 1939 organisierte er eine Bürgerwehr in seiner Heimatstadt, er wurde in einem Konzentrationslager in Szczeglino interniert, in dem er verstarb. Er hatte mit seiner Frau Anna Kępiński einen Sohn namens Józef, der auch Arzt wurde.